# 鶴見隆史
鶴見隆史（つるみ たかふみ、1948年 - ）は、日本の医師。石川県出身。現鶴見クリニック院長。

## 経歴
金沢医科大学を卒業後、浜松医科大学に研修医として勤務する。西洋医学の対症療法的な施術に疑問を抱き、東洋医学（中医学）や鍼灸、筋診断法、食養法などを学ぶ。
1990年代後半からアメリカ合衆国の酵素栄養学者（Dr.ママドゥ、Dr.ヒューラー）らと交流し、酵素栄養学を修得。帰国後は東京都中央区にて鶴見クリニックを開業し、西洋医学と東洋医学、酵素栄養学を統合した患者優位の「病気治し医療」に取り組んでいる。

## 主張
「人の寿命は酵素で決まる」とし、酵素のムダを抑えることで健康な生活が送れると主張している。
食事は加熱料理だけは避け、半分は生で食べること、発酵食品や生野菜、生の果物を豊富に取ることを提唱している。また、生野菜の中でもとりわけスプラウトの摂食をすすめており、特にブロッコリースプラウトのがん予防効果に注目し、書籍の出版も行っている。

## 著書
- 『健康上常識のウソに騙されず長生きするための88の知恵』　かざひの文庫　2014年7月
- 『断食でがんは治る』双葉社　2013年8月
- 『腸は酵素で強くなる！』　青春出版社　2013年8月
- 『「酵素」の謎』　祥伝社　2013年3月
- 『代謝を上げると健康になる』　マキノ出版　2010年7月
- 『いまつらい病気は酵素不足が原因だった』　主婦の友社　2009年11月
- 『「酵素」が体の疲れをとる! 』　青春出版社　2009年4月
- 『スプラウトひとつまみ健康法』　幻冬舎　2009年4月
- 『真実のガン治しの秘訣』　中央アート出版　2008年5月
- 『酵素で腸年齢が若くなる!』　青春出版社　2008年4月
- 『「酵素」が病気にならない体をつくる! 』　青春出版社　2007年3月
- 『長生きの決め手は「酵素」にあった』　河出書房新社　2007年1月
- 『病院では教えてくれない健康の常識』　ぶんか社　2006年12月
- 『最強の福音! スーパー酵素医療』　グスコー出版　2003年10月
- 『現代版 食物養生法』　評言社　2002年8月
- 『ガンに克つ代替医療の本命』　評言社 2001年12月

[医療監修]
- 『病気にならない「酵素食」レシピ』　青春出版社　2009年10月